# James Fitzjames, 1. Duke of Berwick

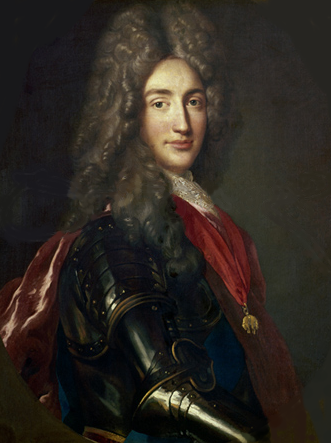
James Fitzjames

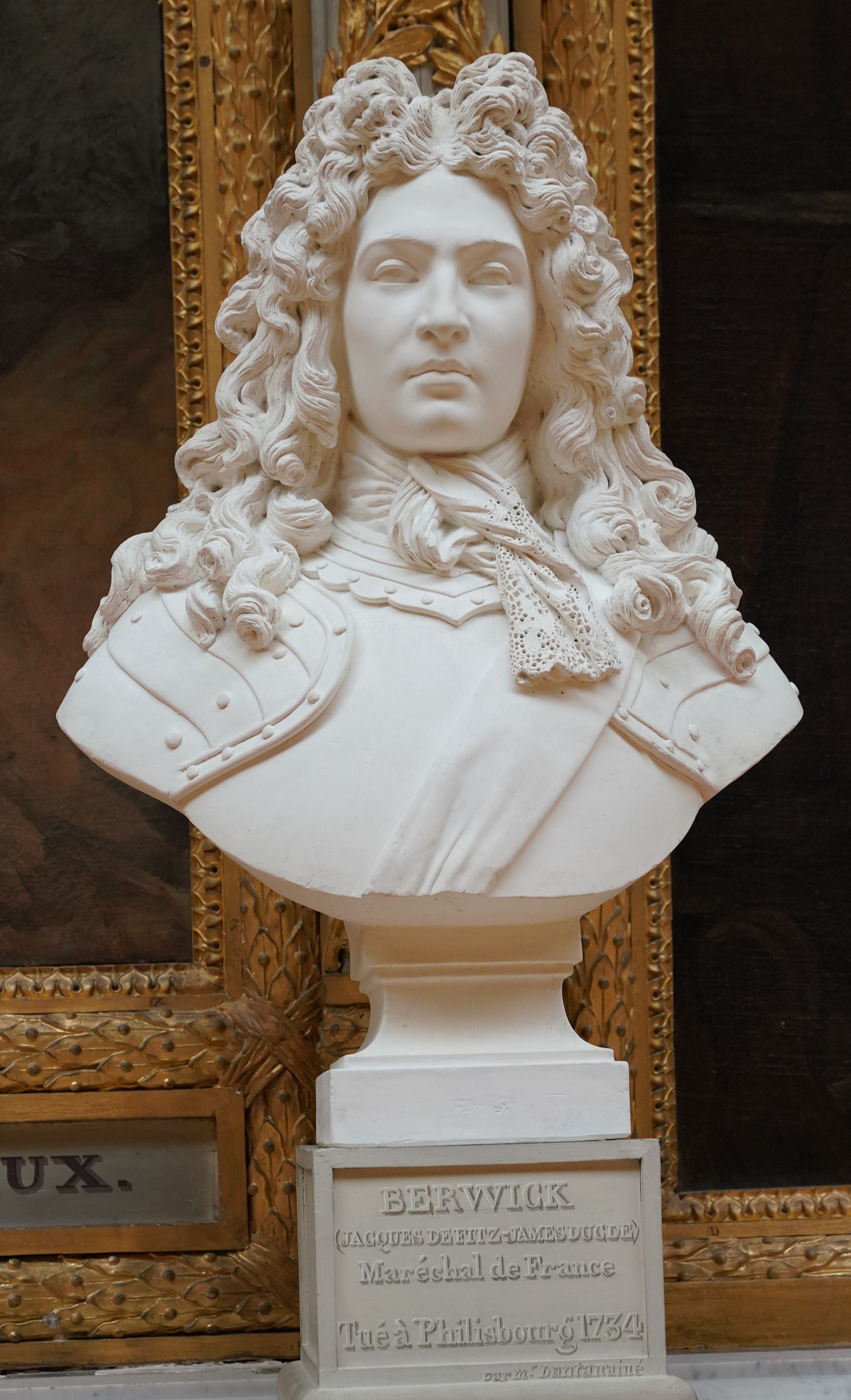
Büste in der Schlachtengalerie des Schloss Versailles

James Fitzjames, 1. Duke of Berwick, 1. Duque de Berwick, 1. Duque de Liria y Jerica, 1. Duque de Fitzjames, (* 21. August 1670 in Moulins, Frankreich; † 12. Juni 1734 in Philippsburg, Hochstift Speyer) war ein illegitimer Sohn von Jakob II., König von England, Schottland und Irland, und begründete die Familie Fitz-James. Er kämpfte als Heerführer der Jakobiten in französischen und spanischen Diensten und wurde Marschall und Pair von Frankreich und spanischer Grande.

## Leben
James Fitzjames war Sohn des Duke of York, des späteren Königs Jakob II. von England, und der Arabella Churchill, einer Schwester des späteren Duke of Marlborough.
Er wurde in Frankreich am Collège Henri-IV de La Flèche katholisch erzogen, zeichnete sich zuerst im Türkenkrieg 1686 und 1687 unter dem Herzog
Karl von Lothringen aus und wurde daher von Jakob II. als Duke of Berwick zum Peer und Befehlshaber von Portsmouth erhoben. Nach der Revolution von 1688 begleitete er seinen Vater nach Frankreich und Irland und nahm 1689 an der Belagerung von Londonderry und 1690 an der Schlacht am Boyne teil, wo er schwer verwundet wurde. Seine englischen Titel wurden ihm aberkannt, da er gegen den neuen englischen König Wilhelm III. gekämpft hatte, allerdings führten er und später seine Nachkommen diese weiterhin.
Darauf trat er in die Dienste Ludwig XIV., kämpfte 1691 und 1692 unter Luxembourg, später unter Villeroi in Flandern und wurde von Ludwig XIV. zum Lieutenant-général ernannt und naturalisiert.
Im Spanischen Erbfolgekrieg befehligte er zuerst 1704 in Spanien, wurde 1705 gegen die Kamisarden im Languedoc geschickt, die er aufs härteste behandelte, erhielt dann den Oberbefehl über die französischen Truppen in Italien und eroberte am 4. Januar 1706 Nizza. Hierauf zum Marschall ernannt, ging er wieder nach Spanien, wo er am 25. April 1707 bei Almansa siegte, wofür ihn Philipp V. (Spanien) zum spanischen Granden und Duque de Liria y Xérica erhob. Von ihm wurde er zudem auch als Duque de Berwick im spanischen Adel anerkannt.
Anfang 1708 befehligte Berwick am Rhein, stieß sodann in Flandern zu Vendôme, übernahm, mit diesem in Zwist geraten, wieder ein Kommando in Savoyen und deckte die Provence und Dauphiné. 1714 beendigte er den Spanischen Erbfolgekrieg durch die Einnahme von Barcelona (11. September).
1719 wurde er vom Regenten, Philipp von Orléans, gegen Philipp V. nach Spanien geschickt und eroberte Fuenterrabia, La Seu d’Urgell und San Sebastián. 1733 im Polnischen Erbfolgekrieg rückte er im Oktober über den Rhein, leitete im Oktober 1733 die Belagerung von Kehl und wurde bei der Belagerung der Festung Philippsburg am 12. Juni 1734 von einer Kanonenkugel getötet. An dieses Ereignis erinnert ein Denkmal in Philippsburg.
Montesquieu schrieb: „In den Werken von Plutarch habe ich aus der Ferne gesehen, was die großen Männer waren, an Marschall Berwick habe ich gesehen, was sie sind.“

## Familie
James Fitzjames war zweimal verheiratet. Seine erste Ehe schloss er am 26. März 1695 mit Lady Honora Burke († 16. Januar 1698), Tochter von William Burke, 7. Earl of Clanricarde, und Ellen McCarthy, Witwe von Patrick Sarsfield, 1. Earl of Lucan. Seine zweite Ehe schloss er am 20. April 1700 mit Anne Bulkeley († 12. Juni 1751), Tochter von Hon. Henry Bulkeley und Sophia Stewart. Aus den beiden Ehen hatte er elf Kinder.
- Sein ältester Sohn Don James Francis Stuart-FitzJames-Stuart, 2. Duque de Berwick, 2. Duque de Liria y Xerica, geb. 1696, diente unter seinem Vater, nahm 1715 an der Expedition des Prätendenten teil, wurde 1724 spanischer General, dann spanischer Gesandter in Petersburg und Wien, befehligte 1734 in Italien, eroberte Gaeta, war nach beendigtem Krieg spanischer Gesandter in Neapel und starb dort 1738. Seine Nachkommen sollten noch mehrere hohe und alte spanische Adelstitel erben. Maria del Rosario Cayetana Fitzjames-Stuart, 18. Duquesa de Alba de Tormes, 11. Duquesa de Berwick, 11. Duquesa de Liria y Xerica etc. (* 1926, † 2014) war Chefin der ältesten Linie. Direkter männlicher Nachkomme des 1. Duke of Berwick ist Jacobo Hernando Fitzjames-Stuart y Gomez, Duque de Penaranda (* 1947), der, wären die englischen Titel nicht 1695 aberkannt worden, heute der 12. Duke of Berwick wäre.
- Sein jüngerer Sohn Charles de Fitzjames, Duc de Fitzjames (1712–1787) begründete die französische Linie der Ducs de Fitz-James, die 1967 im männlicher Linie, 1998 in Gesamtheit erlosch.

Im Einzelnen:
Aus der ersten Ehe:
- James Francis (* 19. Oktober 1696; † 2. Juni 1738 in Neapel), 1734 2. Duke of Berwick und 2. Duque de Liria y Xérica, Grande von Spanien 1. Klasse, spanischer außerordentlicher Gesandter und bevollmächtigter Minister, 1714 Ritter im Orden vom Goldenen Vlies (Nr. 664); ⚭ 31. Dezember 1716 Catalina Colón de Portugal (* 14. Juli 1690; † 3. Oktober 1739), 1739 9. Duquesa de Veraguas y La Vega, 8. Condesa de Gelves, 5. Condesa de Ayala, Grande von Spanien 1. Klasse, Tochter von Pedro Colón de Portugal, Duque de Veraguas, 7. Conde de Gelves etc.

Aus der zweiten Ehe:
- Henry James (* 15. November 1702; † 13. Oktober 1721), 1718 2. Duc de Fitzjames nach dem Rücktritt seines Vaters; ⚭ 10. Februar 1720 Victoire Félicité de Durfort (* 1706; † 17. Oktober 1753), Tochter von Jean-Baptiste de Durfort, Duc de Duras, sie heiratete in zweiter Ehe am 19. April 1727 Louis Marie Victor Augustin d’Aumont de Rochebaron, Duc d'Aumont († 13. April 1782)
- Henriette (* 16. September 1705; † 3. Juli 1739); ⚭ 7. November 1722 Louis de Clermont d'Amboise, Marquis de Reynel et de Montglas († 18. September 1761)
- François (* 9. Juni 1709; † 19. Juli 1764) Dr. theol., 1721 3. Duc de Fitzjames, 1727 Abt von Saint-Victor in Paris, trat 1736 von den weltlichen Ämtern zurück, 1739 Bischof von Soissons
- Henry (* 8. September 1711; † 1731) Gouverneur von Limousin, geistlich
- Charles (* 4. November 1712; † 22. März 1787), 1736 4. Duc de Fitzjames, Gouverneur von Limousin, 1775 Marschall von Frankreich; ⚭ 1. Februar 1741 Victoire Louise Josèphe Goyon de Matignon de Gacé (* 9. August 1722; † 2. August 1777), Tochter von Thomas Goyon de Matignon, Comte de Gacé, und Edmée Charlotte de Brenne
- Laure Anne (* 1713; † 6. Dezember 1766); ⚭ 11. März 1732 Timoléon Joachim Louis de Montagu-Beaune, Marquis de Boujols etc. († 29. April 1747)
- Marie Emilie (* 30. Oktober 1715; † 3. Januar 1770); ⚭ 4. September 1736 François Marie de Perusse, Comte des Cars († 1759)
- Édouard (* 17. Oktober 1716; † 5. Mai 1758 in Köln), französischer Generalleutnant
- Anne Sophie (* 1717/18; † 25. April 1763), geistlich
- Anne (* 1720; † 23. Mai 1721)

## Schriften
- Mémoires du maréchal de Berwick, écrits par lui-même; Avec une suite abrégée depuis 1716, jusqu'à sa mort en 1734; précédés de son Portrait, par Milord Bolingbroke, & d’une ebauche d’Eloge historique, par le Président de Montesquieu; terminés par des Notes & des Lettres servant de pieces justificatives pour la campagne de 1708. 2 Bände. Moutard, Paris 1778, (herausgegeben von seinem Enkel; mehrere Ausgaben; Digitalisat Bd. 1, Digitalisat Bd. 2).